# 1912/13-as Emlékkereszt
Az 1912/13-as Emlékkeresztet, más néven Mozgósítási keresztet a hadsereg azon tagjai számára adományozták, akik az 1912-es mozgósításkor tényleges katonai szolgálatra voltak behívva a balkáni háborúk miatt, és legalább négyheti szolgálatot teljesítettek. Az Osztrák–Magyar Monarchia az ekkor fennálló háborús veszély miatt kénytelen volt részleges mozgósítással előkészületeket tenni. Ennek elmúltával leszereltette a tényleges állományon felül behívott katonákat, akik ezután emlékkeresztet kaptak. A mozgósítás gyakorlatilag a sereg minden egységét érintette. Egymillió példányban adományozták.

## Leírása
A kitüntetés bronzból készült. Keresztjeinek szárai ívelten kifelé hajlanak. A kereszt közepén egy érem található, amiben 1912, és alatta 1913 olvasható. Az érem hátoldala sima.